# 村岡希美
村岡 希美（むらおか のぞみ、1970年9月9日 - ）は、日本の女優。東京都出身。劇団ナイロン100℃および阿佐ヶ谷スパイダース所属。印刷業者の村岡平吉は曽祖父、翻訳家の村岡花子は大叔母にあたる。玉川学園出身。

## 出演

### 舞台

#### ナイロン100℃
- 「ウチハソバヤジャナイ〜version100℃〜」踊る椅子運び人 役
- 「カメラ≠万年筆」日爪 役
- 「カラフルメリィでオハヨ'97〜いつもの軽い致命傷の朝〜」看護婦五本木 役
- 「インスタント・ポルノグラフィ」野田知佐 役
- 「ザ・ガンビーズ・ショウ」“GO! GO! ガンビーズ”アイパッチ 役
- 「吉田神経クリニックの場合」ヤスエ、ウェイトレス 役　他
- 「イギリスメモリアルオーガニゼイション」作・構成・演出・出演
- 「薔薇と大砲〜フリドニア日記#2〜」シンビ(カタツムリ) 役
- 「ロンドン→パリ→東京」ヒラメ 役
- 「テイク・ザ・マネー・アンド・ラン」元保険外交員役佐久間 役
- 「絶望居士のためのコント」絶望居士 役
- 「すべての犬は天国へ行く」ガス 役
- 「東京のSF」ヒラメ 役
- 「ドント・トラスト・オーバー30」サキ 役
- 「ハルディン・ホテル」ヒヅメ 役
- 「男性の好きなスポーツ」リョウコ(クマガイの妻) 役
- 「カラフルメリィでオハヨ〜いつもの軽い致命傷の朝〜」看護婦・上石、伯母 役
- 「犬は鎖につなぐべからず」今里二見 役(犬は鎖に繋ぐべからず)
- 「シャープさんフラットさん」園田春奈、煙の母親 役(ホワイトチーム)

など、計28本に出演。('08.10現在)

#### シリーウォーク・プロデュース
- KERA・MAP #001「暗い冒険」(作・演出：ケラリーノ・サンドロヴィッチ)
- 黒い十人の女 (台本作・演出：ケラリーノ・サンドロヴィッチ)

#### その他の主な舞台
- たまがわ劇「アリス イン ワンダーランド〜ふしぎのほんと〜」
- 故林広志プロデュース当時はポピュラー「奥本清美さん(23才、OL)」
- 故林広志プロデュース「薄着知らずの女」
- inerchild vol.3「ホツマツタヱ」(作・演出・出演：小手伸也)
- 故林広志プロデュース「薄着知らずの女2」
- 「29才の女たちpart4〜天使からの招待状〜」(脚本・演出：伊東由美子)
- 青山円形劇場プロデュース公演「室温〜夜の音楽〜」(作・演出：ケラリーノ・サンドロヴィッチ)
- 共同責任「最後の晩餐」(作・演出：村上大樹、ブルースカイ)
- 阿佐ヶ谷スパイダース「十字架」(作・演出：長塚圭史)
- 阿佐ヶ谷スパイダース「ポルノ」(作・演出：長塚圭史)
- 故林広志prd.「コネクト〜薄着知らずの女スペシャルwith親族代表〜」(作・演出：故林広志)
- パルコ・キューブ提携公演「SLAPSTICKS」(作・演出：ケラリーノ・サンドロヴィッチ)
- 「OVERSEAS」(作：和田憲明　演出：河毛俊作)
- コムラプラス公演二人芝居「カレーとイチロー」(作・演出：鈴木哲也)
- パルコ・プロデュース公演「GOOD」(脚本：C.P.テイラー　演出：山田和也)
- 「マダム・メルヴィル」(作：リチャード・ネルソン　演出：鈴木裕美)
- ペンギンプルペイルパイルズ「機械」“鏡面仕上げ”(作・演出：倉持裕)
- 身も心も「流れ姉妹〜たつことかつこ〜」(作：千葉雅子　演出：河原雅彦)
- damim「ハイキング　フォー　ヒューマンライフ」(作・演出：宇梶剛士)
- NODA・MAP第11回公演「贋作・罪と罰」(作・演出：野田秀樹)
- 阿佐ヶ谷スパイダース「イヌの日」(作・演出：長塚圭史)
- 「えっと、おいらは誰だっけ？〜Cash On Delivery〜」(作：マイケル・クーニー　演出：綾田俊樹)
- 真心一座身も心も第二章「流れ姉妹〜ザ・グレートハンティング〜」(作：千葉雅子　演出：河原雅彦)
- NODA・MAP 第13回公演「キル」(作・演出：野田秀樹)
- TPT65「ある結婚の風景」(作：イングマール・ベルイマン　演出：鈴木裕美)
- M&O playsプロデュース「まどろみ」(作・演出：倉持裕)
- 真心一座身も心も 第三弾「流れ姉妹〜獣たちの夜〜」(作：千葉雅子　演出：河原雅彦)
- シス・カンパニー公演「楽屋〜流れ去るものはやがてなつかしき〜」(作：清水邦夫 演出：生瀬勝久)
- 真心一座身も心も ザ・ファイナル「流れ姉妹〜エンド・オブ・バイオレンス〜」(作：千葉雅子　演出：河原雅彦)
- 天守物語（原作：泉鏡花　演出：白井晃）
- 娼年（2016年8月26日 - 9月15日、東京 / 大阪、福岡）[3][4] - ヒロミ 役
- ボイラーマン（作・演出：赤堀雅秋）[5]
- NODA・MAP 第27回公演「正三角関係」（作・演出：野田秀樹）[6]
- KAAT×新ロイヤル大衆舎 vol.2「花と龍」（作：齋藤雅文 演出：長塚圭史）[7]

### 映画
- 黄昏流星群 星のレストラン（2002年） - ビル管理会社スーツの女 役
- グミ・チョコレート・パイン（2007年）
- アフタースクール（2008年） - ウェイトレス姿の捜査官 役
- クライマーズ・ハイ（2008年） - 新聞を買いに来た遺族の女性 役
- コドモのコドモ（2008年） - 三輪先生 役
- SP THE MOTION PICTURE（2010年） - 絹山洋子 役
- 夢売るふたり（2012年） - 松山和子 役
- 凶悪（2013年） - 芝川理恵（「明潮24」編集長） 役
- 岸辺の旅（2015年） - 神内フジエ 役
- ダウンタウン・ユートピア（2023年） - 細野由美 役[8][9]

### テレビドラマ
- 演技者。 第9弾（2003年、フジテレビ） - メタ理香 役
- スローダンス（2005年、フジテレビ） - 西山順子 役
- 女系家族 第4・6話（2005年7月28日・8月11日、TBS） ‐ 三宅医師 役
- 帰ってきた時効警察  第4話（2007年5月4日、テレビ朝日） - 七海奈美 役
- ブラッディ・マンデイ（2008年、TBS） - 宗方瞳 役
- 野田ともうします。 シーズン1  第14・16話（2010年2月4日・18日、NHKワンセグ2） - マダム 役
  - シーズン2 第2話（2011年10月13日）
  - 野田さんとメリークリスマス（2011年12月24日）
  - シーズン3  第17・19・20話（2013年1月21日・2月4日・11日）
- 秘密 第1話（2010年10月15日、テレビ朝日）
- ドン★キホーテ 第2話（2011年7月16日、日本テレビ） - 坂本由美 役
- 華和家の四姉妹 第2・4話（2011年7月17日・31日、TBS） - 高井優子 役
- それでも、生きてゆく 第5話（2011年8月4日、フジテレビ） - 元看護師 役
- 勇者ヨシヒコと魔王の城 第10話（2011年9月9日、テレビ東京） - ポクチー（声の出演） 役
- ミューズの鏡（2012年1月 - 6月、日本テレビ） - ナレーション
- 松本清張没後20年特別企画・市長死す（2012年4月3日、フジテレビ） - 笠木浩美 役
- GTO 第2話（2012年7月10日、関西テレビ） - 時岡 役
- VISION-殺しが見える女- 第7・8話（2012年8月23日・30日、読売テレビ） - 藤堂由加里 役
- ゴーイング マイ ホーム 第1・5・8話（2012年10月9日・11月13日・12月4日、関西テレビ） - 橘 役
- ガリレオ 最終章後編（2013年6月24日、フジテレビ） - 小林あずさ 役
- 名もなき毒 第1話（2013年7月8日、TBS） - 杉村麻子 役
- 天魔さんがゆく 第8話（2013年9月16日、TBS） - 母親 役
- ノーコン・キッド 〜ぼくらのゲーム史〜 （2013年11月8日、テレビ東京） - 夏目みどり 役
- 連続テレビ小説 花子とアン（2014年、NHK） - 葉山園子 役[10]
- 新解釈・日本史（2014年4月 - 、毎日放送） - ナレーション
- 私たちがプロポーズされないのには、101の理由があってだな 第10話・第14話（2015年1月13日・2月10日、LaLaTV） - ナレーション
- 番組バカリズム3（2015年3月20日、NHK BSプレミアム） - 万引き主婦 役
- エイジハラスメント 第2話（2015年7月16日、テレビ朝日） - 増田ひとみ 役
- 世にも奇妙な物語 '16春の特別編「美人税」（2016年5月28日、フジテレビ） - 岡弁護士 役
- 水族館ガール 第5話（2016年7月29日、NHK総合） - ケンジの母 役
- 神の舌を持つ男 第4話（2016年7月29日、TBS） - 金田市春代 役
- 警視庁 ナシゴレン課 第1話（2016年10月18日、テレビ朝日） - 被害者の妻マサコ 役
- スーパーサラリーマン左江内氏 第3話（2017年1月28日、日本テレビ） ‐ 真中ありさの母 役
- 科捜研の女 Season16 第13話（2017年2月9日、テレビ朝日） - 舟木由美子 役
- PTAグランパ!（2017年4月2日 - 5月21日、NHK BSプレミアム） ‐ 吉村雅恵 役
  - PTAグランパ!2（2018年4月8日 - 5月27日）
- 透明なゆりかご　第3回（2018年8月3日、NHK総合） ‐ 松澤看護婦 役
- 中学聖日記（2018年、TBS） ‐ 川合祐子 役
- スキャンダル専門弁護士 QUEEN 第3話（2019年1月24日、フジテレビ） ‐ 渡瀬美央 役
- 特捜9 season2 第5話（2019年5月8日、テレビ朝日） ‐ 赤羽柚月 役
- アライブ がん専門医のカルテ 第2話（2020年1月16日、フジテレビ） - 佐倉裕子 役
- 家栽の人（2020年5月17日、テレビ朝日） ‐ 主婦 役
- キワドい2人-K2-池袋署刑事課 神崎・黒木 第1話（2020年9月11日、TBS） ‐ 萱島麻里子 役
- 一億円のさようなら 第3話（2020年10月11日、NHK BSプレミアム・BS4K） - 本城理沙子 役
- 七人の秘書 第2話（2020年10月29日、テレビ朝日） ‐ 山本雅子 役
- ドクターX 〜外科医・大門未知子〜 第5話 -（2021年11月11日 - ） - 兜坂尚子 役
- 日本沈没-希望のひと- 第9話（2021年12月12日、TBS） - 中山貴世 役
- 妖怪シェアハウス-帰ってきたん怪- 第2話・第3話（2022年4月16日・23日、テレビ朝日） - お歯黒べったり 役/赤坂麗 役
- やんごとなき一族 第9話（2022年6月16日、フジテレビ） - 骨董品店主 役
- 空白を満たしなさい（2022年6月25日 - 7月30日、NHK総合）
- 週末旅の極意〜夫婦ってそんな簡単じゃないもの〜（2023年7月6日 - 8月24日、テレビ東京） - 浜田佐和子 役[11]
- ハヤブサ消防団（2023年7月13日 - 9月14日、テレビ朝日） - 野々山映子 役[12][13]
- きのう何食べた？ season2 第8話（2023年11月25日、テレビ東京） - 北林敏子 役[14]
- あなたを奪ったその日から（2025年4月21日 - 6月30日、関西テレビ・フジテレビ） - 元木愛美 役[15]

### バラエティ
- 演劇人は、夜な夜な、下北の街で呑み明かす… 第4夜（2016年7月前編20・22日、後編27・29日、BSスカパー!）

### インターネット配信
- AKBホラーナイト アドレナリンの夜 第36話「帰り道」（2016年2月11日、ビデオパス・テレ朝動画）

### テレビアニメ
- Dr.リンにきいてみて!（2001年） - 結城倫子 役

### DVDドラマ
- SF 少女ドラマシリーズ「ADS77」（2013年、AKB48「恋するフォーチュンクッキー」特典映像） - 青木ヨシミ 役